# Johann Rosenmüller

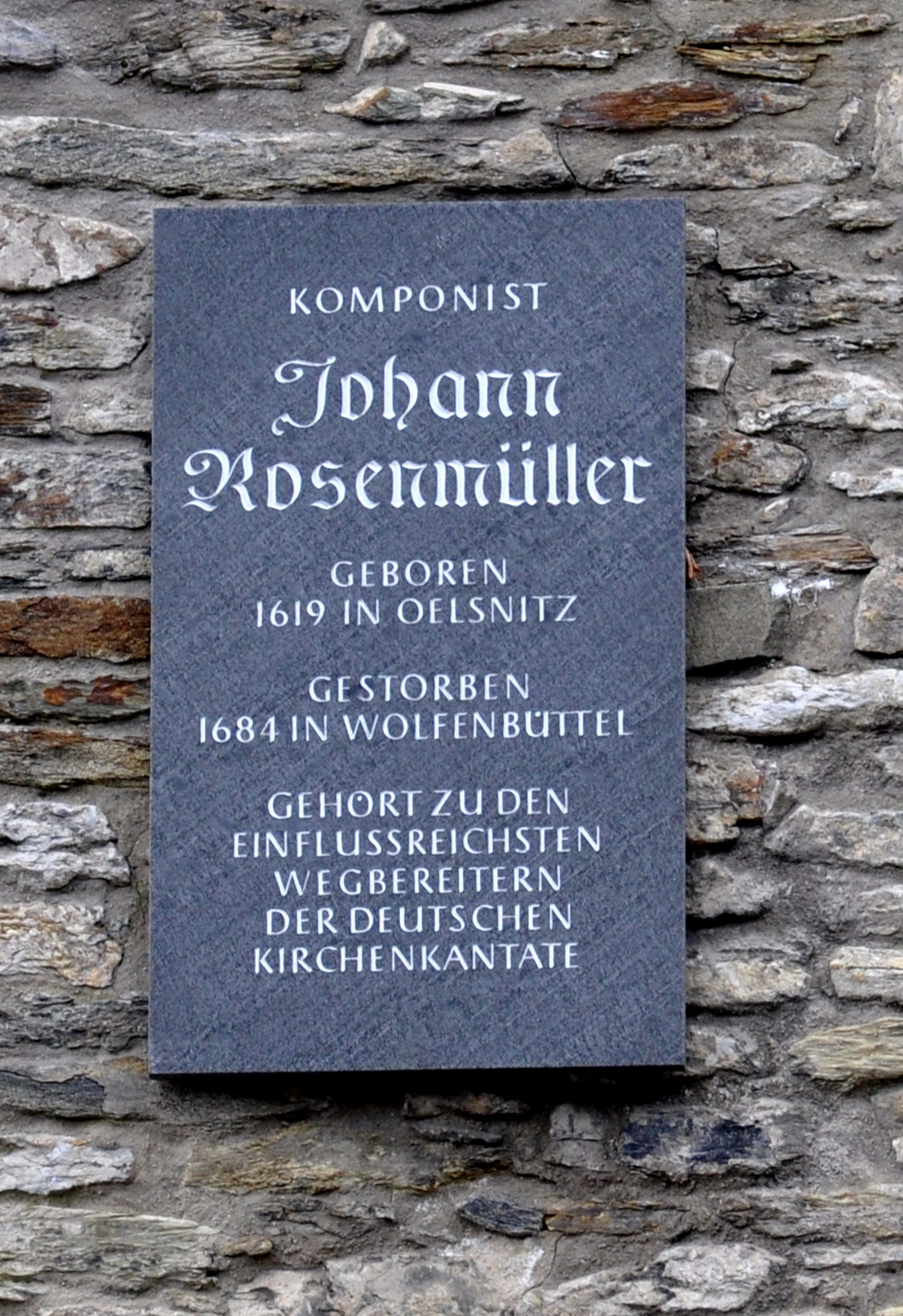
Johann Rosenmüller emléktáblája szülőhelyén

Johann Rosenmüller (olaszosan Giovanni Rosenmiller) (Oelnitz, 1619 körül [?1615] ― Wolfenbüttel, 1684. ?szeptember 10. [temetése: szeptember 12-én]) szász barokk zeneszerző, egyházzenész. Az olasz stílus megismertetője Németföldön.
Kalandos élete során egy-egy olyan posztot töltött be, amit később Johann Sebastian Bach, illetve Antonio Vivaldi.